# A Head Full of Dreams Tour
L'A Head Full of Dreams Tour è stata la settima tournée del gruppo musicale britannico Coldplay svolto a supporto del loro settimo album in studio A Head Full of Dreams (2015).

## Descrizione
Questo tour segna il ritorno della band negli stadi mondiali dopo la breve pausa del Ghost Stories Tour, tenutosi in piccoli teatri nel corso del 2014. Inoltre è il terzo tour più grande di tutti i tempi, capace di raccogliere oltre 5.5 milioni di fan in tutto il mondo e ponendo i Coldplay tra gli artisti più importanti della storia della musica.
Tra i vari artisti d'apertura dei concerti del gruppo ci sono stati Alessia Cara, Foxes, gli Stargate, gli Embrace, Jon Hopkins e Dua Lipa.

## Date del tour
| Data              | Città                | Stato                 | Luogo                          |
| Sud America       | Sud America          | Sud America           | Sud America                    |
| ----------------- | -------------------- | --------------------- | ------------------------------ |
| 31 marzo 2016     | La Plata             | Argentina             | Stadio Città di La Plata       |
| 1º aprile 2016    | La Plata             | Argentina             | Stadio Città di La Plata       |
| 3 aprile 2016     | Santiago del Cile    | Cile                  | Stadio nazionale del Cile      |
| 5 aprile 2016     | Lima                 | Perù                  | Stadio nazionale del Perú      |
| 7 aprile 2016     | San Paolo            | Brasile               | Allianz Parque                 |
| 10 aprile 2016    | Rio de Janeiro       | Brasile               | Stadio Maracanã                |
| 13 aprile 2016    | Bogotà               | Colombia              | Stadio El Campín               |
| Nord America      |                      |                       |                                |
| 15 aprile 2016    | Città del Messico    | Messico               | Foro Sol                       |
| 16 aprile 2016    | Città del Messico    | Messico               | Foro Sol                       |
| 17 aprile 2016    | Città del Messico    | Messico               | Foro Sol                       |
| Europa            |                      |                       |                                |
| 24 maggio 2016    | Nizza                | Francia               | Stadio Charles Ehrmann         |
| 26 maggio 2016    | Barcellona           | Spagna                | Stadio olimpico Lluís Companys |
| 27 maggio 2016    | Barcellona           | Spagna                | Stadio olimpico Lluís Companys |
| 29 maggio 2016    | Exeter               | Regno Unito           | Castello di Powderham          |
| 1º giugno 2016    | Gelsenkirchen        | Germania              | Veltins-Arena                  |
| 4 giugno 2016     | Manchester           | Regno Unito           | Etihad Stadium                 |
| 5 giugno 2016     | Manchester           | Regno Unito           | Etihad Stadium                 |
| 7 giugno 2016     | Glasgow              | Regno Unito           | Hampden Park                   |
| 11 giugno 2016    | Zurigo               | Svizzera              | Stadio Letzigrund              |
| 12 giugno 2016    | Zurigo               | Svizzera              | Stadio Letzigrund              |
| 15 giugno 2016    | Londra               | Regno Unito           | Stadio di Wembley              |
| 16 giugno 2016    | Londra               | Regno Unito           | Stadio di Wembley              |
| 18 giugno 2016    | Londra               | Regno Unito           | Stadio di Wembley              |
| 19 giugno 2016    | Londra               | Regno Unito           | Stadio di Wembley              |
| 23 giugno 2016    | Amsterdam            | Paesi Bassi           | Amsterdam ArenA                |
| 24 giugno 2016    | Amsterdam            | Paesi Bassi           | Amsterdam ArenA                |
| 26 giugno 2016    | Pilton               | Regno Unito           | Festival Grounds               |
| 28 giugno 2016    | Londra               | Regno Unito           | Kensington Palace              |
| 29 giugno 2016    | Berlino              | Germania              | Olympiastadion                 |
| 1º luglio 2016    | Amburgo              | Germania              | Volksparkstadion               |
| 3 luglio 2016     | Stoccolma            | Svezia                | Friends Arena                  |
| 5 luglio 2016     | Copenaghen           | Danimarca             | Telia Parken                   |
| 6 luglio 2016     | Copenaghen           | Danimarca             | Telia Parken                   |
| Nord America      |                      |                       |                                |
| 16 luglio 2016    | East Rutherford      | Stati Uniti d'America | MetLife Stadium                |
| 17 luglio 2016    | East Rutherford      | Stati Uniti d'America | MetLife Stadium                |
| 20 luglio 2016    | Indianapolis         | Stati Uniti d'America | Bankers Life Fieldhouse        |
| 21 luglio 2016    | Saint Louis          | Stati Uniti d'America | Scottrade Center               |
| 23 luglio 2016    | Chicago              | Stati Uniti d'America | Soldier Field                  |
| 24 luglio 2016    | Chicago              | Stati Uniti d'America | Soldier Field                  |
| 27 luglio 2016    | Louisville           | Stati Uniti d'America | KFC Yum!Center                 |
| 28 luglio 2016    | Columbus             | Stati Uniti d'America | Nationwide Arena               |
| 30 luglio 2016    | Foxborough           | Stati Uniti d'America | Gillette Stadium               |
| 1º agosto 2016    | Buffalo              | Stati Uniti d'America | First Niagara Center           |
| 3 agosto 2016     | Auburn Hills         | Stati Uniti d'America | The Palace of Auburn Hills     |
| 4 agosto 2016     | Pittsburgh           | Stati Uniti d'America | Consol Energy Center           |
| 6 agosto 2016     | Filadelfia           | Stati Uniti d'America | Lincoln Financial Field        |
| 20 agosto 2016    | Pasadena             | Stati Uniti d'America | Rose Bowl                      |
| 21 agosto 2016    | Pasadena             | Stati Uniti d'America | Rose Bowl                      |
| 23 agosto 2016    | Glendale             | Stati Uniti d'America | Gila River Arena               |
| 25 agosto 2016    | Tulsa                | Stati Uniti d'America | BOK Center                     |
| 27 agosto 2016    | Arlington            | Stati Uniti d'America | AT&T Stadium                   |
| 29 agosto 2016    | Denver               | Stati Uniti d'America | Pepsi Center                   |
| 31 agosto 2016    | Salt Lake City       | Stati Uniti d'America | Vivint Smart Home Arena        |
| 1º settembre 2016 | Las Vegas            | Stati Uniti d'America | T-Mobile Arena                 |
| 3 settembre 2016  | Santa Clara          | Stati Uniti d'America | Levi's Stadium                 |
| 4 settembre 2016  | Filadelfia           | Stati Uniti d'America | Benjamin Franklin Parkway      |
| Europa            |                      |                       |                                |
| 11 novembre 2016  | Londra               | Regno Unito           | London Palladium               |
| Asia              |                      |                       |                                |
| 19 novembre 2016  | Mumbai               | India                 | MMRDA Grounds                  |
| Oceania           |                      |                       |                                |
| 3 dicembre 2016   | Auckland             | Nuova Zelanda         | Mount Smart Stadium            |
| 6 dicembre 2016   | Brisbane             | Australia             | Suncorp Stadium                |
| 9 dicembre 2016   | Melbourne            | Australia             | Etihad Stadium                 |
| 10 dicembre 2016  | Melbourne            | Australia             | Etihad Stadium                 |
| 13 dicembre 2016  | Sydney               | Australia             | Allianz Stadium                |
| 14 dicembre 2016  | Sydney               | Australia             | Allianz Stadium                |
| Asia              |                      |                       |                                |
| 31 dicembre 2016  | Abu Dhabi            | Emirati Arabi Uniti   | du Arena                       |
| 31 marzo 2017     | Singapore            | Singapore             | Stadio nazionale di Singapore  |
| 1º aprile 2017    | Singapore            | Singapore             | Stadio nazionale di Singapore  |
| 4 aprile 2017     | Manila               | Filippine             | MOA Concert Grounds            |
| 7 aprile 2017     | Bangkok              | Thailandia            | Stadio Rajamangala             |
| 11 aprile 2017    | Zhongli              | Taiwan                | HSR Taoyuan Station Plaza      |
| 12 aprile 2017    | Zhongli              | Taiwan                | HSR Taoyuan Station Plaza      |
| 15 aprile 2017    | Seul                 | Corea del Sud         | Stadio Olimpico                |
| 16 aprile 2017    | Seul                 | Corea del Sud         | Stadio Olimpico                |
| 19 aprile 2017    | Tokyo                | Giappone              | Tokyo Dome                     |
| Europa            |                      |                       |                                |
| 6 giugno 2017     | Monaco di Baviera    | Germania              | Olympiastadion                 |
| 8 giugno 2017     | Lione                | Francia               | Parc Olympique Lyonnais        |
| 11 giugno 2017    | Vienna               | Austria               | Stadio Ernst Happel            |
| 14 giugno 2017    | Lipsia               | Germania              | Red Bull Arena                 |
| 16 giugno 2017    | Hannover             | Germania              | HDI-Arena                      |
| 18 giugno 2017    | Varsavia             | Polonia               | PGE Narodowy                   |
| 21 giugno 2017    | Bruxelles            | Belgio                | Stadio Re Baldovino            |
| 22 giugno 2017    | Bruxelles            | Belgio                | Stadio Re Baldovino            |
| 25 giugno 2017    | Göteborg             | Svezia                | Ullevi                         |
| 26 giugno 2017    | Göteborg             | Svezia                | Ullevi                         |
| 30 giugno 2017    | Francoforte sul Meno | Germania              | Commerzbank-Arena              |
| 1º luglio 2017    | Francoforte sul Meno | Germania              | Commerzbank-Arena              |
| 3 luglio 2017     | Milano               | Italia                | Stadio Giuseppe Meazza         |
| 4 luglio 2017     | Milano               | Italia                | Stadio Giuseppe Meazza         |
| 6 luglio 2017     | Amburgo              | Germania              | Barclaycard Arena              |
| 8 luglio 2017     | Dublino              | Irlanda               | Croke Park                     |
| 11 luglio 2017    | Cardiff              | Regno Unito           | Principality Stadium           |
| 12 luglio 2017    | Cardiff              | Regno Unito           | Principality Stadium           |
| 15 luglio 2017    | Saint-Denis          | Francia               | Stade de France                |
| 16 luglio 2017    | Saint-Denis          | Francia               | Stade de France                |
| 18 luglio 2017    | Saint-Denis          | Francia               | Stade de France                |
| Nord America      |                      |                       |                                |
| 1º agosto 2017    | East Rutherford      | Stati Uniti d'America | MetLife Stadium                |
| 4 agosto 2017     | Foxborough           | Stati Uniti d'America | Gillette Stadium               |
| 6 agosto 2017     | Landover             | Stati Uniti d'America | FedExField                     |
| 8 agosto 2017     | Montréal             | Canada                | Centre Bell                    |
| 9 agosto 2017     | Montréal             | Canada                | Centre Bell                    |
| 12 agosto 2017    | Minneapolis          | Stati Uniti d'America | U.S. Bank Stadium              |
| 14 agosto 2017    | Omaha                | Stati Uniti d'America | CenturyLink Center Omaha       |
| 15 agosto 2017    | Kansas City          | Stati Uniti d'America | Sprint Center                  |
| 17 agosto 2017    | Chicago              | Stati Uniti d'America | Soldier Field                  |
| 19 agosto 2017    | Cleveland            | Stati Uniti d'America | Quicken Loans Arena            |
| 21 agosto 2017    | Toronto              | Canada                | Rogers Centre                  |
| 22 agosto 2017    | Toronto              | Canada                | Rogers Centre                  |
| 28 agosto 2017    | Miami Gardens        | Stati Uniti d'America | Hard Rock Stadium              |
| 22 settembre 2017 | Las Vegas            | Stati Uniti d'America | T-Mobile Arena                 |
| 23 settembre 2017 | Seattle              | Stati Uniti d'America | CenturyLink Field              |
| 26 settembre 2017 | Edmonton             | Canada                | Rogers Place                   |
| 27 settembre 2017 | Edmonton             | Canada                | Rogers Place                   |
| 29 settembre 2017 | Vancouver            | Canada                | BC Place                       |
| 2 ottobre 2017    | Portland             | Stati Uniti d'America | Moda Center                    |
| 4 ottobre 2017    | Santa Clara          | Stati Uniti d'America | Levi's Stadium                 |
| 6 ottobre 2017    | Pasadena             | Stati Uniti d'America | Rose Bowl                      |
| 8 ottobre 2017    | San Diego            | Stati Uniti d'America | SDCCU Stadium                  |
| Sud America       |                      |                       |                                |
| 7 novembre 2017   | San Paolo            | Brasile               | Allianz Parque                 |
| 8 novembre 2017   | San Paolo            | Brasile               | Allianz Parque                 |
| 11 novembre 2017  | Porto Alegre         | Brasile               | Arena do Grêmio                |
| 14 novembre 2017  | La Plata             | Argentina             | Stadio Città di La Plata       |
| 15 novembre 2017  | La Plata             | Argentina             | Stadio Città di La Plata       |